# Róbert Boženík
Róbert Boženík (Terchová, 18 november 1999) is een Slowaaks voetballer die doorgaans speelt als spits. In juli 2025 verruilde hij Boavista voor Stoke City. Boženík maakte in 2019 zijn debuut in het Slowaaks voetbalelftal.

## Clubcarrière
Boženík speelde in de jeugd van FK Terchová en werd in 2009 opgenomen in de jeugdopleiding van MŠK Žilina. Deze doorliep hij en in 2017 kwam hij voor het eerst in actie in het eerste elftal van de club. Tijdens een bekerwedstrijd tegen ŠK Závažná Poruba viel hij na vijfenzestig minuten spelen in voor Róbert Mazáň. Vijf minuten voor het einde van de wedstrijd tekende hij voor de elfde en laatste treffer van de dag, waarmee hij direct scoorde bij zijn debuut: 0–11. Zijn competitiedebuut liet even op zich wachten; op 28 juli 2018 speelde de aanvaller tegen FC Nitra voor het eerst mee in de Fortuna Liga. Boženík mocht in de basis beginnen en ook bij dit debuut scoorde hij; negen minuten na rust besliste hij de wedstrijd door te tekenen voor de 2–1. Zijn eerste seizoen in de hoofdmacht eindigde hij met dertien doelpunten in tweeëndertig competitie-optredens.
Boženík maakte in januari 2020 de overstap naar Feyenoord, waar hij zijn handtekening zette onder een verbintenis voor de duur van vierenhalf jaar. Op 1 februari debuteerde hij voor de Rotterdamse club, tegen FC Emmen. Door doelpunten van Oğuzhan Özyakup, Nicolai Jørgensen en Luis Sinisterra won Feyenoord met 3–0. Boženík mocht van trainer Dick Advocaat acht minuten voor tijd invallen. Op 16 februari viel Boženík opnieuw in, tijdens een uitwedstrijd bij PEC Zwolle. In deze wedstrijd tekende hij voor zijn eerste doelpunt voor Feyenoord, door de winnende 3–4 te maken. Een week later op 22 februari mocht hij tegen Fortuna Sittard voor het eerst in de basis starten en maakte hij opnieuw het winnende doelpunt (2–1).
Op 30 augustus 2021 tekende Boženík op huurbasis een eenjarig contract bij Fortuna Düsseldorf. Het jaar erna werd de Slowaak opnieuw verhuurd, nu aan Boavista, dat tevens een optie tot koop verkreeg. Na de verhuurperiode nam Boavista de Slowaakse aanvaller definitief over. Na zijn definitieve overgang maakte de Slowaak achtereenvolgens negen en vijf competitiedoelpunten. Medio 2025 nam Stoke City de spits over en bij zijn nieuwe club tekende hij voor drie jaar.

## Clubstatistieken
| Seizoen | Club                 | Competitie    | Competitie | Competitie | Beker | Beker | Internationaal | Internationaal | Nacompetitie | Nacompetitie | Totaal | Totaal |
| Seizoen | Club                 | Competitie    | Wed.       | Dlp.       | Wed.  | Dlp.  | Wed.           | Dlp.           | Wed.         | Dlp.         | Wed.   | Dlp.   |
| ------- | -------------------- | ------------- | ---------- | ---------- | ----- | ----- | -------------- | -------------- | ------------ | ------------ | ------ | ------ |
| 2015/16 | MŠK Žilina II        | 2. Liga       | 2          | 0          | —     | —     | —              | —              | —            | —            | 2      | 0      |
| 2016/17 | MŠK Žilina II        | 2. Liga       | 11         | 1          | —     | —     | —              | —              | —            | —            | 11     | 1      |
| 2017/18 | MŠK Žilina II        | 2. Liga       | 11         | 6          | —     | —     | —              | —              | —            | —            | 11     | 6      |
| 2017/18 | MŠK Žilina           | Fortuna Liga  | 0          | 0          | 2     | 1     | —              | —              | —            | —            | 2      | 1      |
| 2018/19 | MŠK Žilina           | Fortuna Liga  | 32         | 13         | 7     | 2     | —              | —              | —            | —            | 39     | 15     |
| 2019/20 | MŠK Žilina II        | 2. Liga       | 1          | 1          | —     | —     | —              | —              | —            | —            | 1      | 1      |
| 2019/20 | MŠK Žilina           | Fortuna Liga  | 16         | 3          | 0     | 0     | —              | —              | —            | —            | 16     | 3      |
| 2019/20 | Feyenoord            | Eredivisie    | 5          | 2          | 1     | 1     | —              | —              | —            | —            | 6      | 3      |
| 2020/21 | Feyenoord            | Eredivisie    | 15         | 1          | 0     | 0     | 0              | 0              | 1            | 0            | 16     | 1      |
| 2021/22 | Feyenoord            | Eredivisie    | 1          | 0          | 0     | 0     | 5              | 0              | 0            | 0            | 6      | 0      |
| 2021/22 | → Fortuna Düsseldorf | 2. Bundesliga | 20         | 2          | 1     | 0     | —              | —              | —            | —            | 21     | 2      |
| 2022/23 | → Boavista           | Primeira Liga | 23         | 4          | 4     | 0     | —              | —              | —            | —            | 27     | 4      |
| 2023/24 | Boavista             | Primeira Liga | 31         | 9          | 3     | 2     | —              | —              | —            | —            | 34     | 11     |
| 2023/24 | Boavista             | Primeira Liga | 33         | 5          | 1     | 0     | —              | —              | —            | —            | 34     | 5      |
| 2025/26 | Stoke City           | Championship  | 1          | 0          | 1     | 0     | —              | —              | —            | —            | 2      | 0      |
| Totaal  | Totaal               | Totaal        | 202        | 47         | 20    | 6     | 5              | 0              | 1            | 0            | 228    | 53     |

Bijgewerkt op 14 augustus 2025.

## Interlandcarrière
Boženík maakte zijn debuut in het Slowaaks voetbalelftal op 7 juni 2019, toen met 5–1 gewonnen werd van Jordanië. Lukáš Haraslín, Martin Chrien, Ján Greguš, Samuel Mráz en Jaroslav Mihalík scoorden voor Slowakije en namens Jordanië kwam de naam van Musa Al-Taamari op het scorebord. Lang moest van bondscoach Pavel Hapal op de reservebank beginnen en hij viel in de rust in voor Pavol Šafranko. De andere debutanten dit duel waren Dominik Greif (Slovan Bratislava), Lukáš Haraslín (Lechia Gdańsk) en Martin Chrien (Santa Clara). Zijn eerste interlanddoelpunt viel op 9 september 2019, in een kwalificatiewedstrijd voor het EK 2020. Door doelpunten van Róbert Mak en Dominik Szoboszlai stond het 1–1 tegen Hongarije, toen Boženík elf minuten na rust tekende voor het laatste doelpunt van de wedstrijd: 1–2. Later werd de aanvaller gewisseld ten faveure van Michal Ďuriš.
Boženík werd in juni 2021 door bondscoach Štefan Tarkovič opgenomen in de selectie van Slowakije voor het uitgestelde EK 2020. Op het toernooi werd Slowakije uitgeschakeld in de groepsfase na een overwinning op Polen (1–2) en nederlagen tegen Zweden (1–0) en Spanje (0–5). Boženík kwam niet in actie. Zijn toenmalige teamgenoten Orkun Kökçü (Turkije) en Steven Berghuis (Nederland) waren ook actief op het EK.
In mei 2024 werd Boženík door bondscoach Francesco Calzona opgenomen in de voorselectie van Slowakije voor het EK 2024 in Duitsland. Hij werd vervolgens ook opgenomen in de definitieve selectie. Slowakije overleefde de groepsfase als een van de beste nummers drie na een overwinning op België (0–1), een nederlaag tegen Oekraïne (1–2) en een gelijkspel tegen Roemenië (1–1), waarna het in de achtste finales na een verlenging met 2–1 verloor van Engeland. Boženík kwam op het toernooi in iedere wedstrijd in actie.
| Interlands van Róbert Boženík voor Slowakije | Interlands van Róbert Boženík voor Slowakije | Interlands van Róbert Boženík voor Slowakije | Interlands van Róbert Boženík voor Slowakije | Interlands van Róbert Boženík voor Slowakije | Interlands van Róbert Boženík voor Slowakije |
| №                                            | Datum                                        | Wedstrijd                                    | Uitslag                                      | Competitie                                   | Doelpunten                                   |
| Als speler bij MŠK Žilina                    | Als speler bij MŠK Žilina                    | Als speler bij MŠK Žilina                    | Als speler bij MŠK Žilina                    | Als speler bij MŠK Žilina                    | Als speler bij MŠK Žilina                    |
| -------------------------------------------- | -------------------------------------------- | -------------------------------------------- | -------------------------------------------- | -------------------------------------------- | -------------------------------------------- |
| 1                                            | 7 juni 2019                                  | Slowakije – Jordanië                         | 5 – 1                                        | Vriendschappelijk                            |                                              |
| 2                                            | 11 juni 2019                                 | Azerbeidzjan – Slowakije                     | 1 – 5                                        | EK 2020 kwalificatie                         |                                              |
| 3                                            | 6 september 2019                             | Slowakije – Kroatië                          | 0 – 4                                        | EK 2020 kwalificatie                         |                                              |
| 4                                            | 9 september 2019                             | Hongarije – Slowakije                        | 1 – 2                                        | EK 2020 kwalificatie                         | 56'                                          |
| 5                                            | 10 oktober 2019                              | Slowakije – Wales                            | 1 – 1                                        | EK 2020 kwalificatie                         |                                              |
| 6                                            | 13 oktober 2019                              | Slowakije – Paraguay                         | 1 – 1                                        | Vriendschappelijk                            | 59'                                          |
| 7                                            | 16 november 2019                             | Kroatië – Slowakije                          | 3 – 1                                        | EK 2020 kwalificatie                         | 32'                                          |
| 8                                            | 19 november 2019                             | Slowakije – Azerbeidzjan                     | 2 – 0                                        | EK 2020 kwalificatie                         | 19'                                          |
| Als speler bij Feyenoord                     |                                              |                                              |                                              |                                              |                                              |
| 9                                            | 4 september 2020                             | Slowakije – Tsjechië                         | 1 – 3                                        | Nations League 2020/21                       |                                              |
| 10                                           | 7 september 2020                             | Israël – Slowakije                           | 1 – 1                                        | Nations League 2020/21                       |                                              |
| 11                                           | 8 oktober 2020                               | Slowakije – Ierland                          | 0 – 0                                        | EK 2020 kwalificatie                         |                                              |
| 12                                           | 11 oktober 2020                              | Schotland – Slowakije                        | 1 – 0                                        | Nations League 2020/21                       |                                              |
| 13                                           | 14 oktober 2020                              | Slowakije – Israël                           | 2 – 3                                        | Nations League 2020/21                       |                                              |
| 14                                           | 24 maart 2021                                | Cyprus – Slowakije                           | 0 – 0                                        | WK 2022 kwalificatie                         |                                              |
| 15                                           | 27 maart 2021                                | Slowakije – Malta                            | 2 – 2                                        | WK 2022 kwalificatie                         |                                              |
| 16                                           | 1 juni 2021                                  | Bulgarije – Slowakije                        | 1 – 1                                        | Vriendschappelijk                            |                                              |
| Als speler bij Fortuna Düsseldorf            |                                              |                                              |                                              |                                              |                                              |
| 17                                           | 1 september 2021                             | Slovenië – Slowakije                         | 1 – 1                                        | WK 2022 kwalificatie                         | 32'                                          |
| 18                                           | 4 september 2021                             | Slowakije – Kroatië                          | 0 – 1                                        | WK 2022 kwalificatie                         |                                              |
| 19                                           | 7 september 2021                             | Slowakije – Cyprus                           | 2 – 0                                        | WK 2022 kwalificatie                         |                                              |
| 20                                           | 8 oktober 2021                               | Rusland – Slowakije                          | 1 – 0                                        | WK 2022 kwalificatie                         |                                              |
| 21                                           | 11 november 2021                             | Slowakije – Slovenië                         | 2 – 2                                        | WK 2022 kwalificatie                         |                                              |
| 22                                           | 14 november 2021                             | Malta – Slowakije                            | 0 – 6                                        | WK 2022 kwalificatie                         |                                              |
| 23                                           | 29 maart 2022                                | Finland – Slowakije                          | 0 – 2                                        | Vriendschappelijk                            |                                              |
| 24                                           | 3 juni 2022                                  | Wit-Rusland – Slowakije                      | 0 – 1                                        | Nations League 2022/23                       |                                              |
| 25                                           | 6 juni 2022                                  | Slowakije – Kazachstan                       | 0 – 1                                        | Nations League 2022/23                       |                                              |
| Als speler bij Boavista                      |                                              |                                              |                                              |                                              |                                              |
| 26                                           | 22 september 2022                            | Slowakije – Azerbeidzjan                     | 1 – 2                                        | Nations League 2022/23                       |                                              |
| 27                                           | 25 september 2022                            | Slowakije – Wit-Rusland                      | 1 – 1                                        | Nations League 2022/23                       |                                              |
| 28                                           | 17 november 2022                             | Montenegro – Slowakije                       | 2 – 2                                        | Vriendschappelijk                            |                                              |
| 29                                           | 20 november 2022                             | Slowakije – Chili                            | 0 – 0                                        | Vriendschappelijk                            |                                              |
| 30                                           | 23 maart 2023                                | Slowakije – Luxemburg                        | 0 – 0                                        | EK 2024 kwalificatie                         |                                              |
| 31                                           | 17 juni 2023                                 | IJsland – Slowakije                          | 1 – 2                                        | EK 2024 kwalificatie                         |                                              |
| 32                                           | 8 september 2023                             | Slowakije – Portugal                         | 0 – 1                                        | EK 2024 kwalificatie                         |                                              |
| 33                                           | 11 september 2023                            | Slowakije – Liechtenstein                    | 3 – 0                                        | EK 2024 kwalificatie                         |                                              |
| 34                                           | 13 oktober 2023                              | Portugal – Slowakije                         | 3 – 2                                        | EK 2024 kwalificatie                         |                                              |
| 35                                           | 16 oktober 2023                              | Luxemburg – Slowakije                        | 0 – 1                                        | EK 2024 kwalificatie                         |                                              |
| 36                                           | 16 november 2023                             | Slowakije – IJsland                          | 4 – 2                                        | EK 2024 kwalificatie                         |                                              |
| 37                                           | 19 november 2023                             | Bosnië en Herzegovina – Slowakije            | 1 – 2                                        | EK 2024 kwalificatie                         | 52'                                          |
| 38                                           | 23 maart 2024                                | Slowakije – Oostenrijk                       | 0 – 2                                        | Vriendschappelijk                            |                                              |
| 39                                           | 26 maart 2024                                | Noorwegen – Slowakije                        | 1 – 1                                        | Vriendschappelijk                            |                                              |
| 40                                           | 9 juni 2024                                  | Slowakije – Wales                            | 4 – 0                                        | Vriendschappelijk                            | 56'                                          |
| 41                                           | 17 juni 2024                                 | België – Slowakije                           | 0 – 1                                        | EK 2024                                      |                                              |
| 42                                           | 21 juni 2024                                 | Slowakije – Oekraïne                         | 1 – 2                                        | EK 2024                                      |                                              |
| 43                                           | 26 juni 2024                                 | Slowakije – Roemenië                         | 1 – 1                                        | EK 2024                                      |                                              |
| 44                                           | 30 juni 2024                                 | Engeland – Slowakije                         | 2 – 1 n.v.                                   | EK 2024                                      |                                              |
| 45                                           | 5 september 2024                             | Estland – Slowakije                          | 0 – 1                                        | Nations League 2024/25                       |                                              |
| 46                                           | 8 september 2024                             | Slowakije – Azerbeidzjan                     | 2 – 0                                        | Nations League 2024/25                       |                                              |
| 47                                           | 11 oktober 2024                              | Slowakije – Zweden                           | 2 – 2                                        | Nations League 2024/25                       |                                              |
| 48                                           | 19 november 2024                             | Slowakije – Estland                          | 1 – 0                                        | Nations League 2024/25                       |                                              |
| 49                                           | 20 maart 2025                                | Slowakije – Slovenië                         | 0 – 0                                        | Nations League 2024/25                       |                                              |
| 50                                           | 23 maart 2025                                | Slovenië – Slowakije                         | 1 – 0                                        | Nations League 2024/25                       |                                              |
| 51                                           | 10 juni 2025                                 | Israël – Slowakije                           | 1 – 0                                        | Vriendschappelijk                            |                                              |

Bijgewerkt op 14 augustus 2025.